# Tōkai (Aichi)
Tōkai (japanisch 東海市, -shi) ist eine Stadt in der Präfektur Aichi in Japan. Sie liegt südlich von Nagoya auf der Chita-Halbinsel.

## Geographie
Tōkai liegt südlich von Nagoya an der Ise-Bucht.

## Geschichte
Tōkai entstand am 1. April 1969 aus dem Zusammenschluss der zwei Gemeinden Ueno (上野町, -chō) und Yokosuka (横須賀町, -chō) des Landkreises Chita. Der Asteroid des inneren Hauptgürtels (2478) Tokai wurde nach der Stadt benannt.

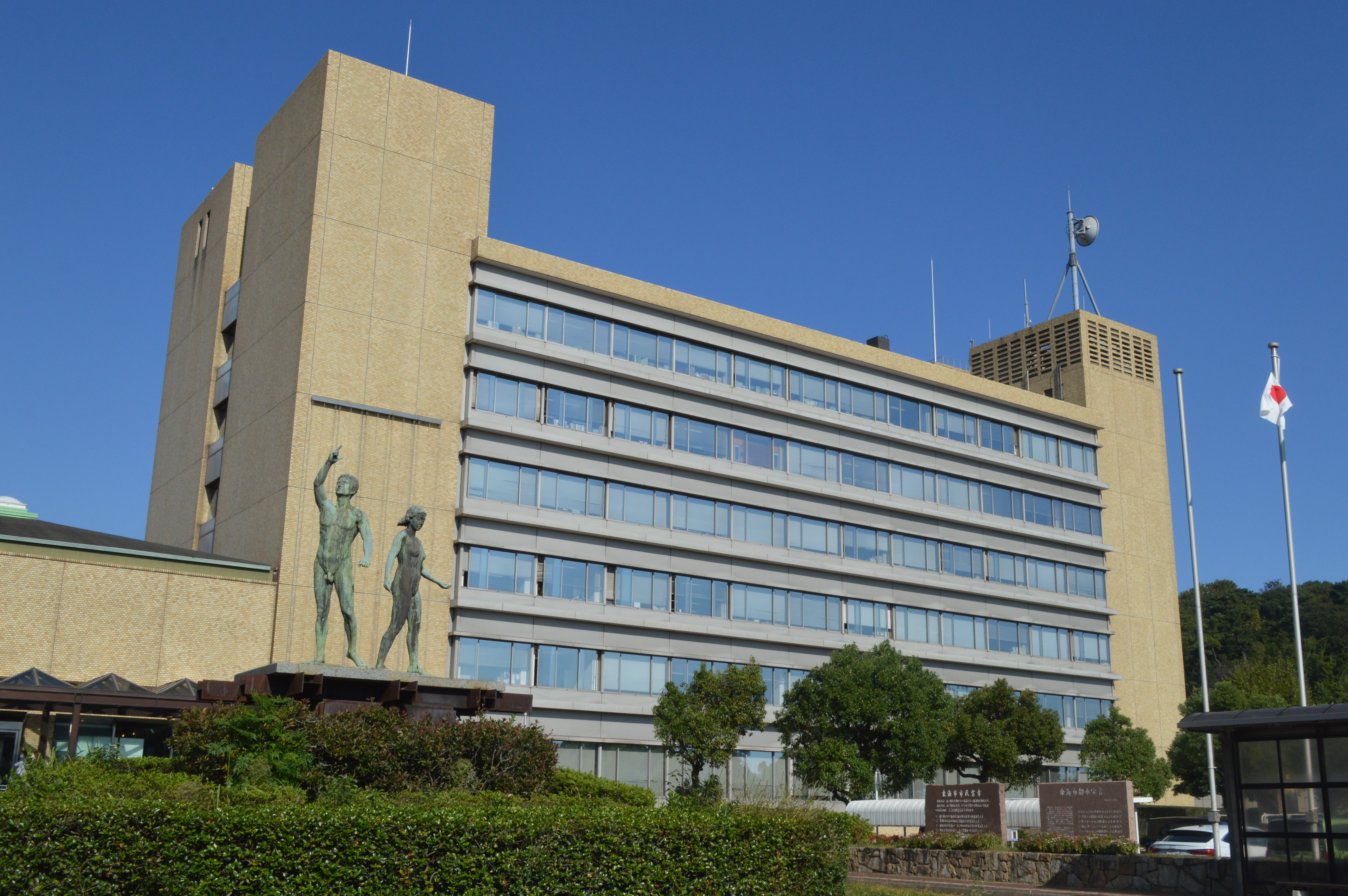
Rathaus

## Wirtschaft
Die Stadt gehört zu den Produktionsstätten von Tokoname-Keramik.

## Verkehr
Wichtigster Bahnhof der Stadt ist der Bahnhof Ōtagawa, wo sich die Meitetsu Tokoname-Linie und die Meitetsu Kōwa-Linie der Bahngesellschaft Meitetsu verzweigen. Darüber hinaus ist Tōkai über die Nationalstraßen 155, 247 und 302 erreichbar.

## Söhne und Töchter der Stadt
- Yutaka Banno (* 1961), Politiker
- Fuminori Nakamura (* 1977), Schriftsteller
- Yūya Miura (* 1989), Fußballspieler
- Ryūichi Kihara (* 1992), Eiskunstläufer

## Angrenzende Städte und Gemeinden
- Nagoya
- Chita
- Ōbu
- Higashiura